# 包垟乡
包垟乡是中华人民共和国浙江省温州市泰顺县下辖的一个乡。
2016年9月8日，浙江省人民政府批复同意调整百丈镇管辖范围，增设包垟乡，乡政府驻新塘垟路7号。

## 行政区划
包垟乡下辖以下村级行政区划单位：
新塘垟村、包垟店村、包垟底村、横溪村、林岙村、涂坑村、驮坪村、岩上村和卓南坑村。